# Giuseppe Rondizzoni
Giuseppe Rondizzoni, čilenski general in politik, * 1788, † 1866.